# Croaci Cavalheiro de Oliveira
Croaci Cavalheiro de Oliveira (Rio de Janeiro, 18/02/1918 —12/07/1993) foi um político brasileiro.
Foi eleito deputado estadual, pelo PTB, para a 38ª Legislatura da Assembleia Legislativa do Rio Grande do Sul, de 1951 a 1954.